# Mark Killilea
Mark Killilea (15 janvier 1897 - 29 septembre 1970) est un homme politique irlandais du Fianna Fáil. Il est Teachta Dála (député) pour les circonscriptions du comté de Galway pendant plus de 30 ans, puis sénateur pendant 8 ans.

## Biographie
Killilea est né dans le townland de Cloonnabricka, Ballinamore Bridge, comté de Galway, de Pat Killilea, un ouvrier, et d'Anne Giblin,,.
Killilea revendique l'adhésion aux Irish Volunteers (1913) à partir de 1917 et s'engage dans le service actif avec l'armée républicaine irlandaise d'avril 1918 à septembre 1923, pendant la guerre d'indépendance irlandaise et la guerre civile irlandaise, dans les comtés de Wexford, Galway et Mayo. Il est blessé en mai 1921.
Avant d'entrer en politique, Killilea est agriculteur et commerçant, et devient membre fondateur du Fianna Fáil. Il est élu au Dáil Éireann (chambre basse du parlement) lors de sa première tentative, lors des élections générales de juin 1927 dans la circonscription de Galway à neuf sièges. Il prend son siège au 5e Dáil, avec les 44 autres députés du Fianna Fáil qui mettent fin à la politique républicaine d'abstentionnisme et prêtent le serment d'allégeance contesté, le rejetant comme une "formule vide".
Il est réélu aux élections générales de septembre 1927. Cependant, lors de la victoire du Fianna Fáil aux élections générales de 1932, il ne remporte aucun nouveau siège à Galway. Les cinq députés en poste du Fianna Fáil se présentent pour la réélection, mais le parti présente un total de sept candidats dans la circonscription et Killilea est l'un des deux députés en poste à perdre son siège au profit de collègues du parti. Il est réélu l'année suivante, remplaçant Joseph Mongan du Cumann na nGaedheal.
Killilea est ensuite réélu à chacune des huit élections générales au cours des 28 années suivantes, passant à la nouvelle circonscription de Galway East lorsque la représentation parlementaire du comté a été divisée aux élections de 1937, et choisissant Galway North après une nouvelle révision de la circonscription pour les élections générales de 1948
Aux élections générales de 1961, il perd à nouveau son siège, cette fois dans la circonscription restaurée de Galway East. Les trois circonscriptions à 3 sièges du comté avaient été remplacées par Galway West à 3 sièges et Galway East à 5 sièges, où Killilea est l'un des quatre députés du Fianna Fáil en exercice qui se présentent pour la réélection. Michael Kitt et Michael Carty sont tous deux réélus lors de la précédente élection générale, et Anthony Millar remporte une élection partielle en 1958. Il est difficile pour le Fianna Fáil de remporter quatre sièges sur cinq, et avec 55 % des premiers -vote de préférence le parti remporte trois sièges : Killilea est le perdant.
Il se présente ensuite aux élections du Seanad Éireann (chambre haute du parlement) au sein du Panel du travail et est élu au 10e Seanad. Il est réélu lors de l'élection du Seanad en 1965 au 11e Seanad, mais il démissionne en 1969 en faveur de son fils Mark Killilea Jnr, qui est élu au 12e Seanad.
Il épouse Mary Joan Turner en 1930.